# Villa Gustav Ziller

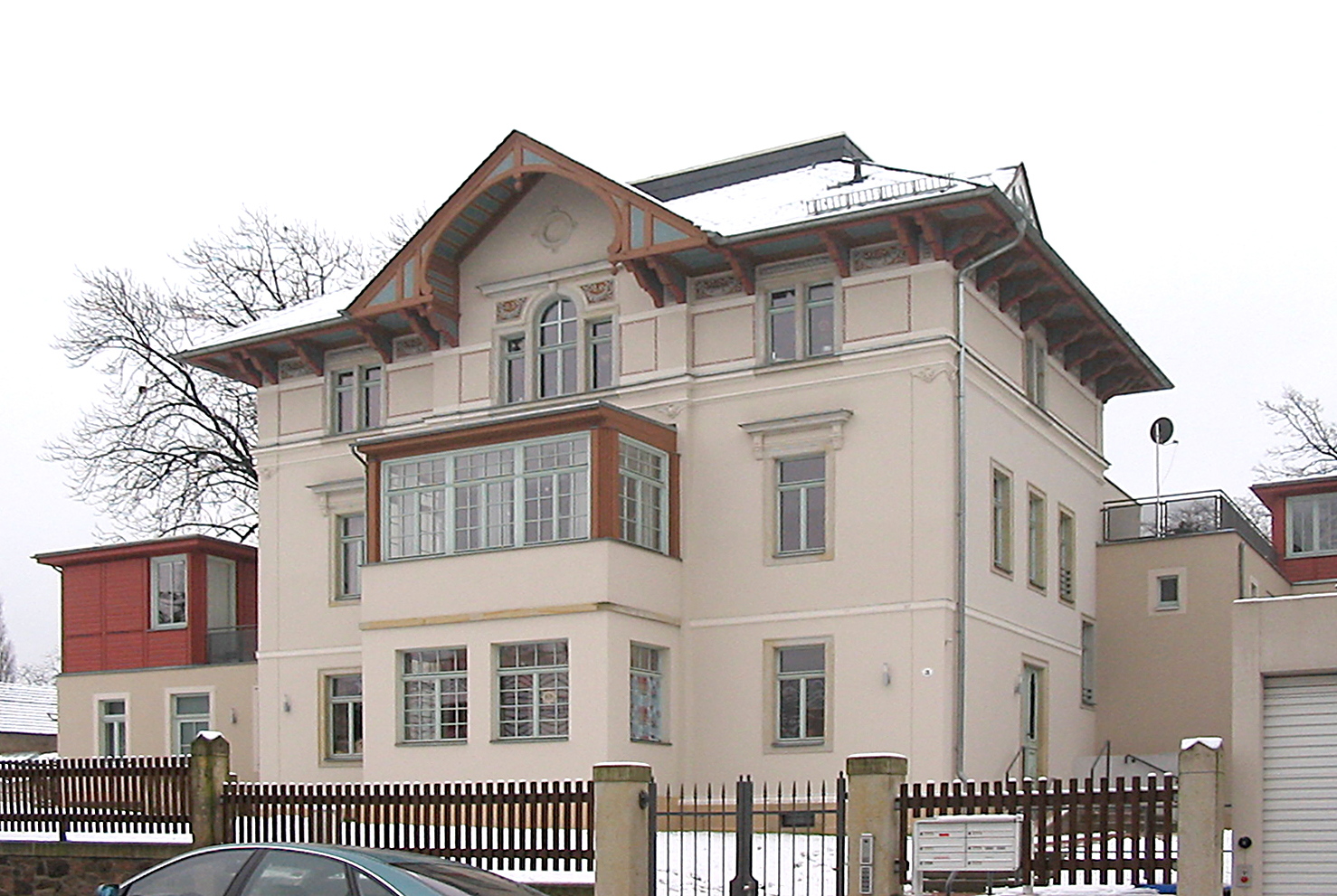
Villa Gustav Ziller

Die Villa des Lößnitz-Baumeisters Gustav Ziller liegt im Stadtteil Serkowitz der sächsischen Stadt Radebeul, am Augustusweg 3 genau an der Grenze zur Oberlößnitz. Es ist das Nachbarhaus zum Geschäftslokal der Gebrüder Ziller, das von seinem Bruder Moritz Ziller bewohnt wurde.

## Beschreibung

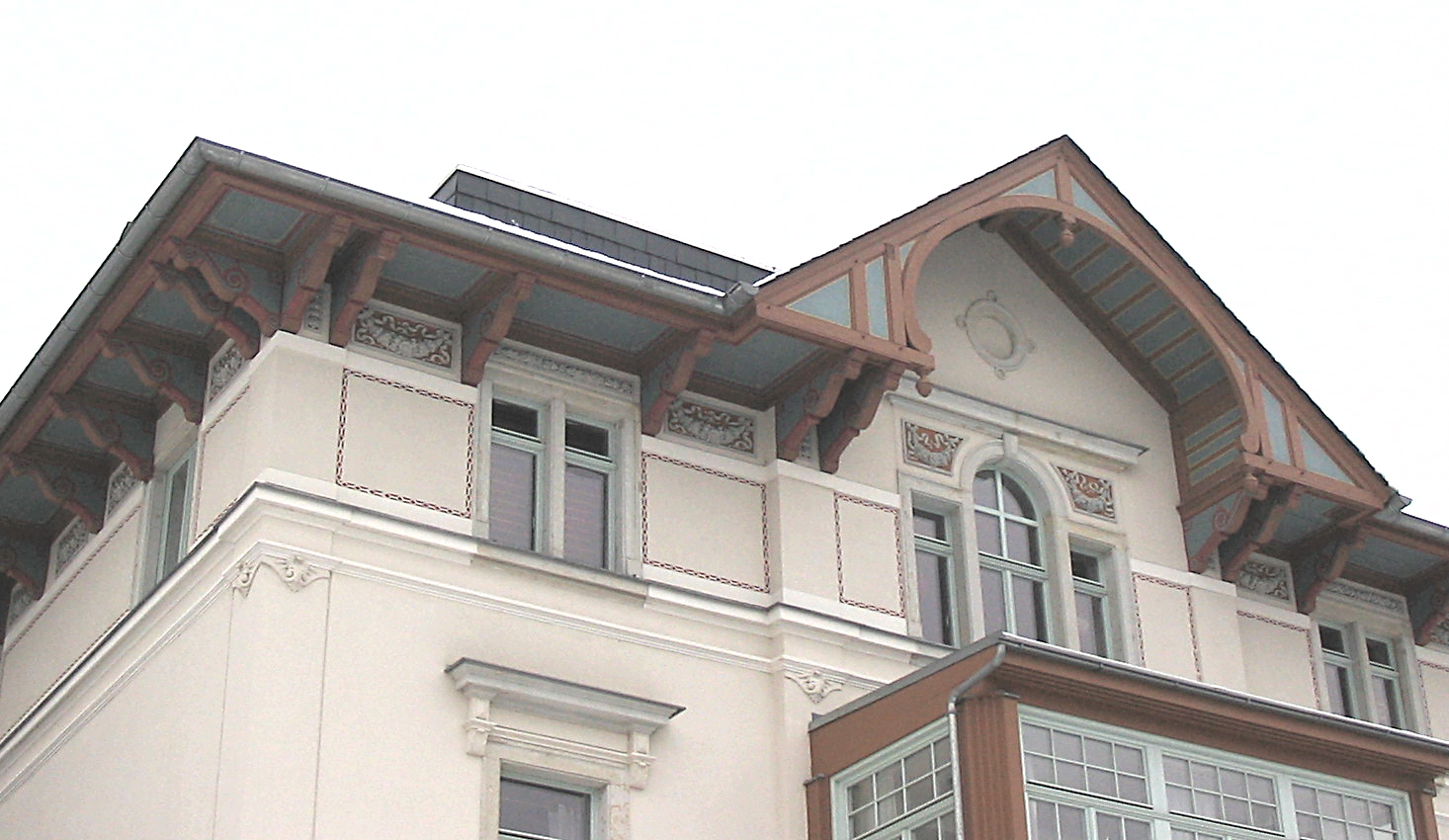
Villa Gustav Ziller, Details

Die dreigeschossige, mitsamt Einfriedung unter Denkmalschutz stehende Villa hat ohne die Anbauten einen quadratischen Grundriss. Das weit überkragende, abgeplattete Walmdach ist mit Schiefer gedeckt, auf ihm befand sich ehemals ein Dachgarten. Das Haus steht auf einem geputzten Sockel. Das mezzaninartige, nachträglich aufgesetzte zweite Obergeschoss ist durch Stuckornamentik verziert.
In der Hauptansicht zur Straße ist ein flacher Mittelrisalit mit einem einst hölzernen, heute jedoch massiven Verandenvorbau und einem Gesprengegiebel, unter dem sich ein Venezianisches Fenster mit farbigen Verzierungen befindet. Das verzierte Sichtgebälk ist farbig gefasst, dazwischen finden sich farbige Putzfelder mit Blütengehängen.  Die sonstige Fassade ist durch pilasterartige Ecklisenen sowie Gesimse gegliedert, dazu kommen gerade Fensterverdachungen auf Konsolen im ersten Obergeschoss.
Der zweigeschossige Wirtschaftsflügel auf der Rückseite hat niedrigere Geschosshöhen sowie ein Satteldach.
Auf der Südseite befand sich ein großer Hauspark, dessen Bäume inzwischen einen „alten Baumbestand“ zwischen Weinbergsmauern bilden.
Die Einfriedung besteht aus Holzzaunfeldern über Bruchsteinsockeln, die sich zwischen Sandsteinpfeilern befinden.

## Geschichte

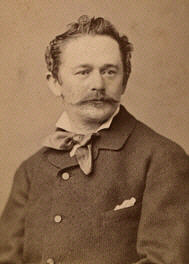
Gustav Ziller

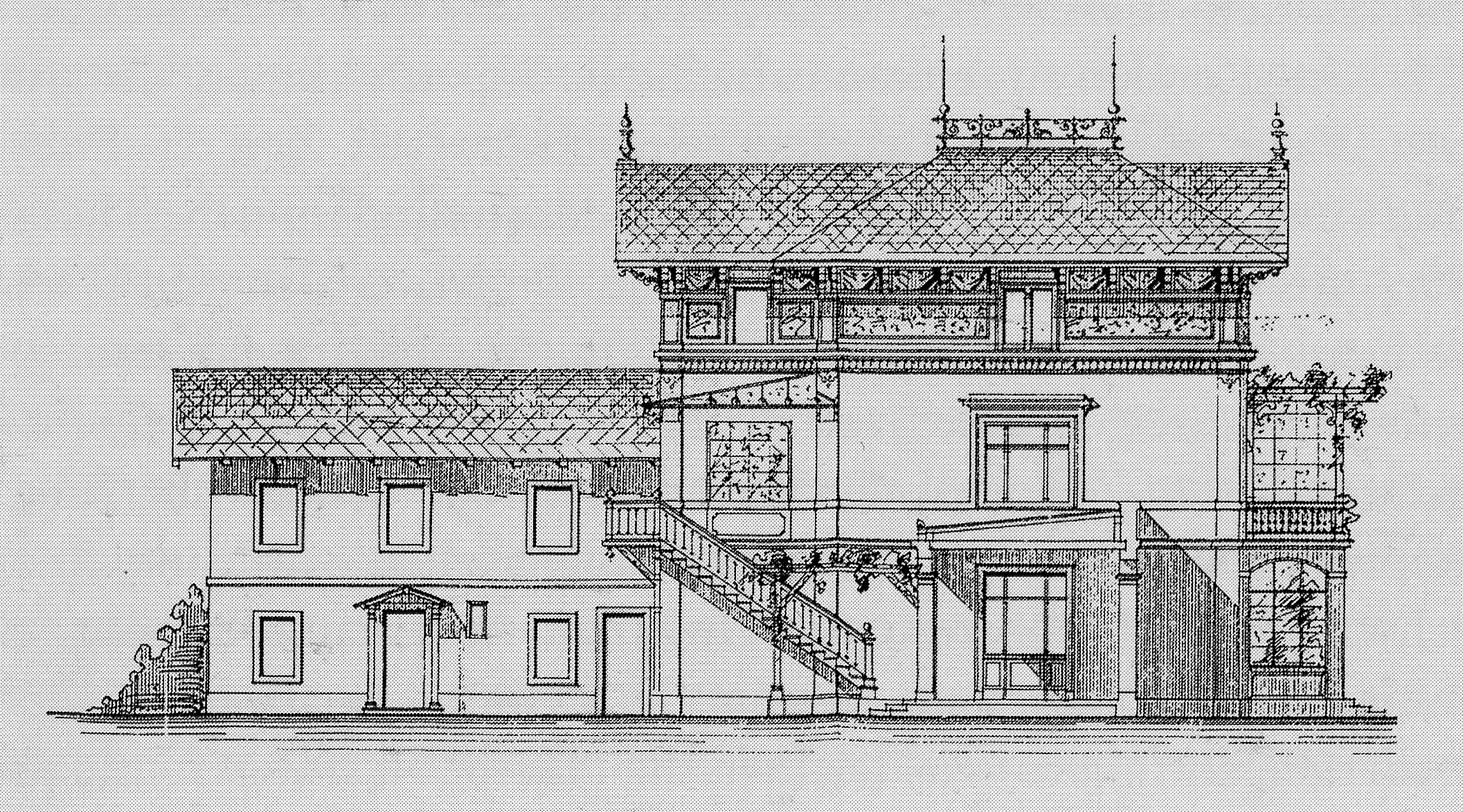
Villa Gustav Ziller, Bauzeichnung um 1869

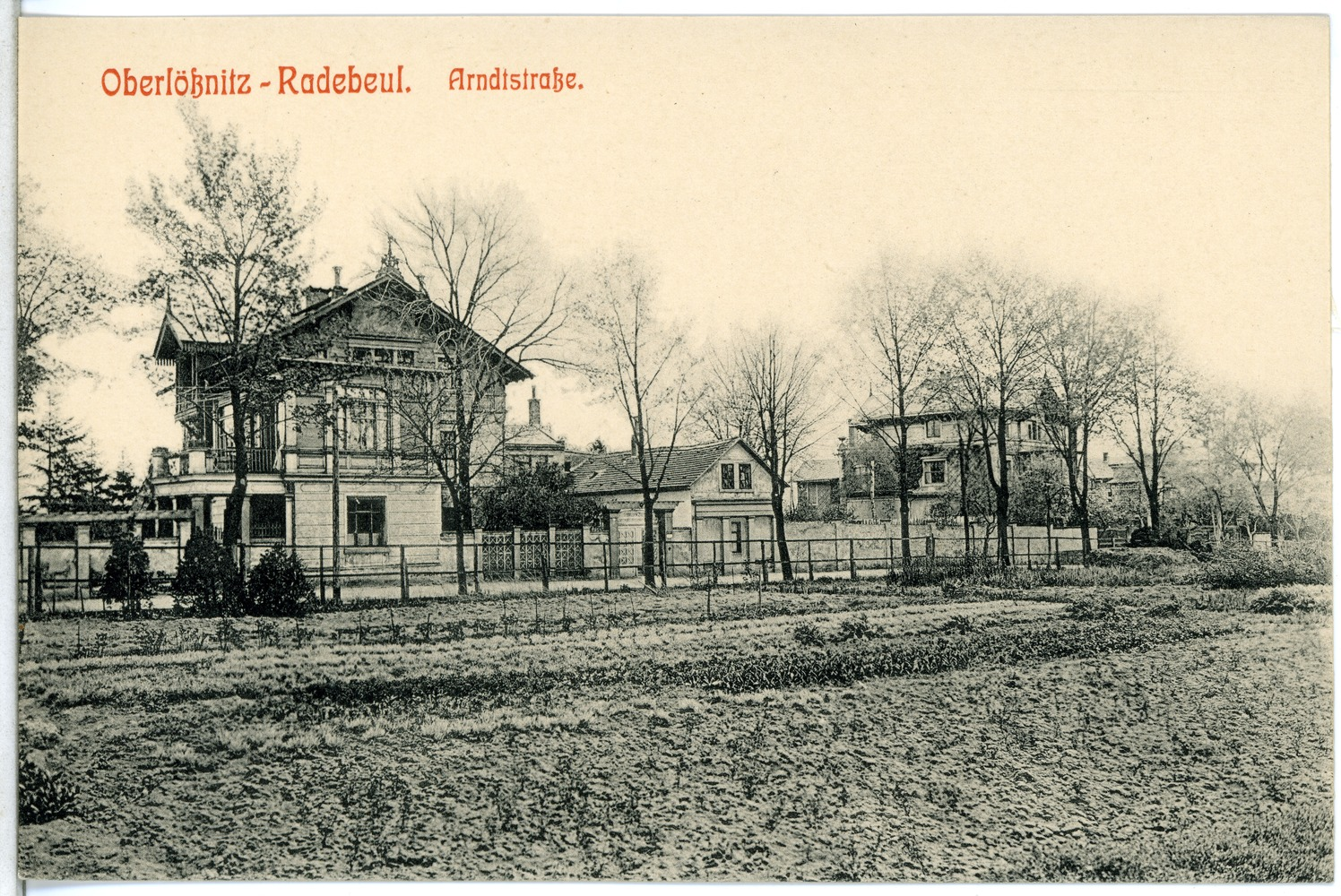
Die Villen der beiden Brüder Ziller (li. Moritz, re. Gustav) nach ihrem Tod, 1912. Die Wiese im Vordergrund ist Oberlößnitz

1869 errichteten die Gebrüder Ziller für Gustav Ziller als Bauherrn diese landhausartige Villa auf dem Nachbargrundstück ihres eigenen Geschäftslokals als zweigeschossiges Gebäude. 1887 erhöhte Gustav Ziller das Gebäude auf drei Stockwerke. Die damalige Adresse Hauptstraße 2 gehörte zu Serkowitz, da die Gemeindegrenze in der Mitte der Straße verlief, wurde in den Firmenreklamen der Gebrüder Ziller jedoch als Oberlössnitz ausgewiesen.
1913 erfolgte ein größerer Innenumbau, wohl zur Mietvilla. Neuer Bewohner war der Hygieniker und Bakteriologe Heinrich Conradi, ein ehemaliger Mitarbeiter von Robert Koch in Berlin, der neben seiner Tätigkeit im Sächsischen Landesgesundheitsamt ab 1913 als Privatdozent an der Technischen Hochschule Dresden lehrte. Um 1920 erfolgten an beiden Seitenfronten wie auch an der Rückseite unsensible Anbauten an das Wohnhaus. Im Adressbuch von 1943 wird Gustavs Sohn Otto (1889–1958) als Architekt und Eigentümer unter der Adresse seines elterlichen Hauses (II. Etage), aufgeführt, darunter wohnte der Architekt Bernhard Weyrather, mit dem Ziller von 1922 bis 1926 eine Arbeitsgemeinschaft hatte.
Gegen Ende der 1950er Jahre hatte dort der junge Bildhauer Helmut Heinze sein erstes Atelier.
Von 2003 bis 2005 wurde das Gebäude grundlegend saniert.